# رسالة الطیر
رسالة الطیر
شهاب‌الدین یحیی سهروردی (۵۴۹–۵۸۷ ق / ۱۱۵۴–۱۱۹۱ م)، رسالة الطیر را در تداوم و بسطِ، رسالة الطیر ابن سینا به زبان فارسی نگارش کرده‌است.

## رسالة الطیر
سهروردی در رسالة الطیر، با به‌کارگیری زبان پرندگان که قبلاً نیز ابن سینا، عطار نیشابوری و احمد غزالی آن را به کار برده بودند،
به زبان رمز شماری از تعالیم معرفتی را بیان
می‌کند.

## مَا زَاغَ الْبَصَرُ وَمَا طَغَیٰ
پیامبر اسلام (ص) در موقع دیدن آیت کبرای الاهی دیدگانش منحرف نشد و سرپیچی نکرد.
آواز برآمد که قصد رفتن باید کرد، ماندن عمر ضایع کردن است. گرچه زیبایی راه فوق‌العاده وسوسه انگیز است.

## مرگ را دوست دارید تا زنده مانید
منظور سهروردی از به کار بردن " مرگ را دوست دارید تا زنده مانید "
فنا صوفیانه است، مرگ و زادنِ مجددی است که سهروردی، آن را در شعری وصف می‌کند:
گر پیشتر از مرگ طبیعی مردی - بر خور که بهشت جاودانی بردی
ور زانک درین شغل قدم نفشردی - خاکت بر سر که خویشتن آزردی
بمیر ای دوست پیش از مرگ اگر می زندگی‌خواهی - که ادریس از چنین مردن بهشتی گشت پیش از ما -
سنایی
غزل ۹۴۱ دیوان شمس:
به امرِ «موتوا من قبل ان تموتوا» ما - کنیم همچو محمّد غزایِ نفس جُهود
غزل ۱۱۳۳ دیوان شمس:
چو در حیات خود او کشته گشت در کف عشق - بامر موتوا من قبل ان تموتوا زار

## اشراق
نظام معرفت شناختی سهروردی متکی بر آن نوع از حکمت است که با به‌کارگیری تعالیم اشراقی
حاصل می‌شود.
ادراک انسان افزون بر داده‌های حواس و بر برهان‌های منطقی و دانش مستلزم اشراق درونی و روشن‌شدگی و بینش درک جوهر جهانی اسرارآمیزی است که برای آسان شدن کار، دائو نامیده شده.
تغییرات سطح آگاهی و رسیدنِ به اشراق، تجارب مختلفی از ادراک را بیان می‌نمایند.
حیطهٔ ادراک حسیِ مستقیم به وسیلهٔ جان و ذات آگاهی که مستقل از اندام‌های حسی جسمانی می‌باشد: در این حیطه فعالیت جسم انسان که خود حاوی اعضای حسی ادراکی می‌باشد به صورت موقت و توسط جان (و به علت تقویت، پرورش و غلبهٔ فعالیت و آگاهی جان) به حالت تعلیق در می‌آید و جان که بخشی از آگاهیِ کلی و مطلق است، به صورت مستقیم و به ذات خود (که آگاهی و دانستن مطلق می‌باشد) شروع به ادراکی بسیار وسیع تر و عمیق‌تر از ادراک‌های وابسته به حواس نموده و دریافت‌های حسی ادراکی آن مستقل از جسم و اندام‌های حسی جسمانی می‌باشد.

## اصول منتج از رسالة الطیر
1. این خاکدان برای روح انسان در حکم زندان است.
2. لزوم سفر روح به سوی نورالانوار
3. فضل الهی در تجربیات معرفتی شامل حال سالک است.
4. رهایی از زندان عالم مادی، تجربه ادراکهای برتر را در پی خواهد داشت.[۷]